# 白鬚神社古墳
白鬚神社古墳（日语：／ Shirahigejinjakofun）是位於日本福井縣小濱市平野的一座前方後圓墳，屬於上中古墳群，小濱市指定史跡（指定名稱為「白鬚神社前方後圓墳」）。

## 概要
古墳位處福井縣西南，若狹地方北川左岸的山麓，後圓部分墳頂是白鬚神社。1995否1996年，若狹歷史民俗資料館（現福井縣立若狹歷史博物館）進行了範圍確認調查。
古墳是前方後圓墳，前方部分朝西。墳丘有兩層，其表面未有發現葺石，周圍由盾形周濠所包圍。主體部分的墓室形態不明。古墳出土了圓筒埴輪碎片、腳付四連壺、裝飾付腳付子持壺、甕和杯。由此推測，古墳建於古墳時代後期（約6世紀前半）或6世紀初）。
1975年，古墳以「白鬚神社前方後圓墳」名義指定為小濱市史跡。古墳附近上船塚古墳和下船塚古墳屬於日笠古墳群（船塚古墳群），有些說法認為白鬚神社古墳也與這兩個古墳有關連。

## 規模
古墳規模如下。
- 墳丘長：58米

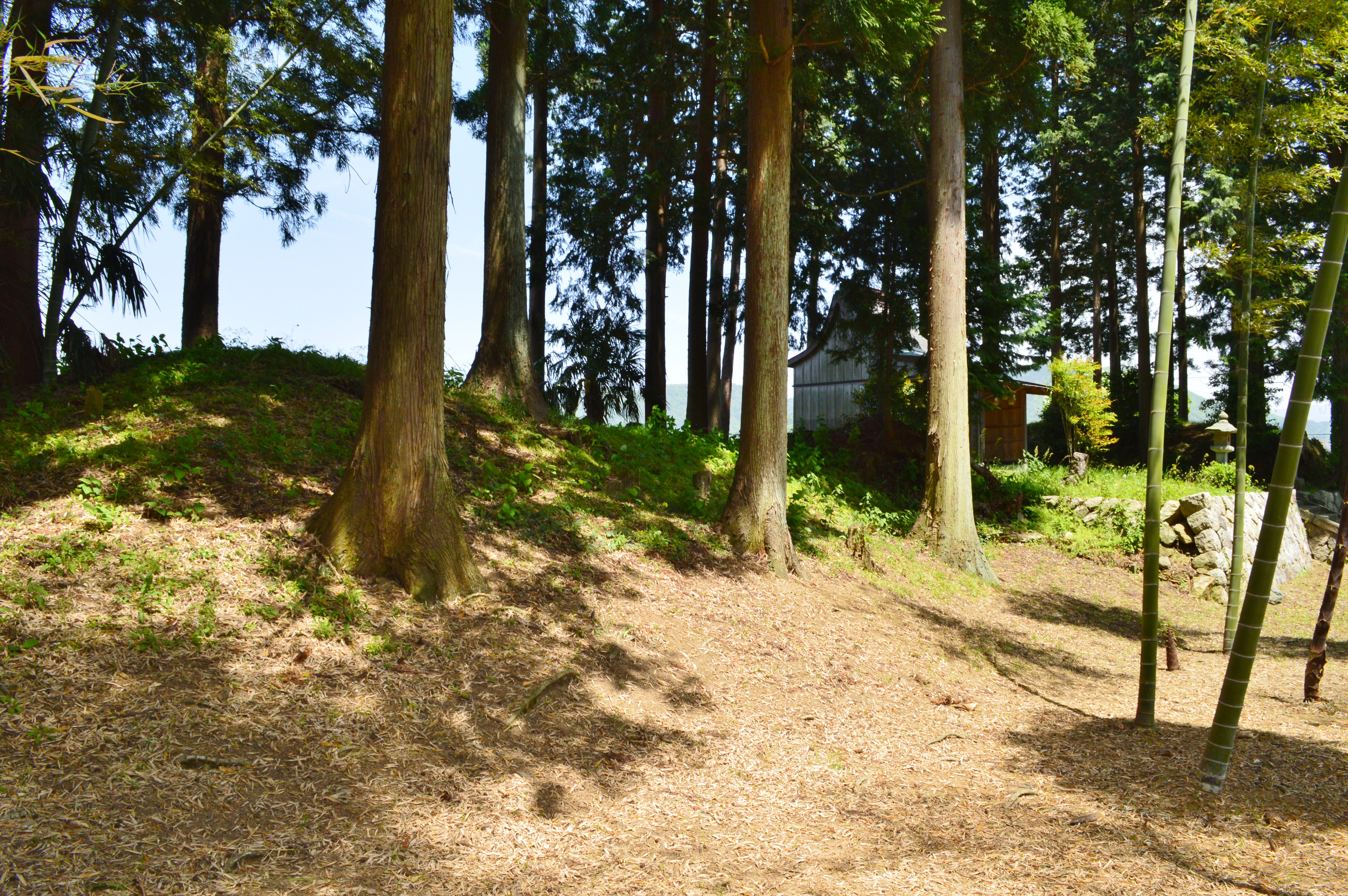
從前方部分望向墳丘 左面是前方部分，右面盡頭是後圓部分。
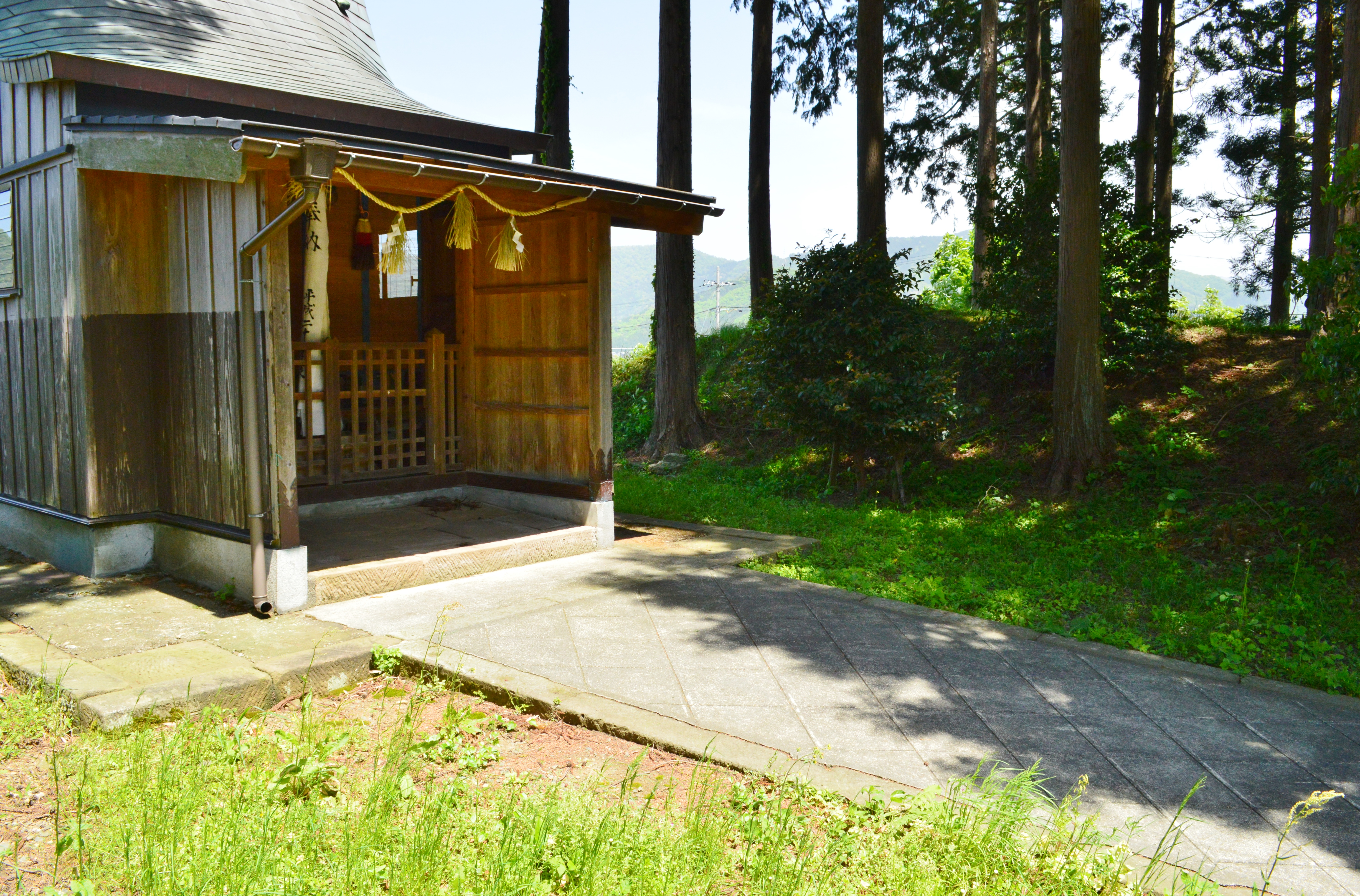
後圓部分墳頂 左面是白鬚神社社殿。
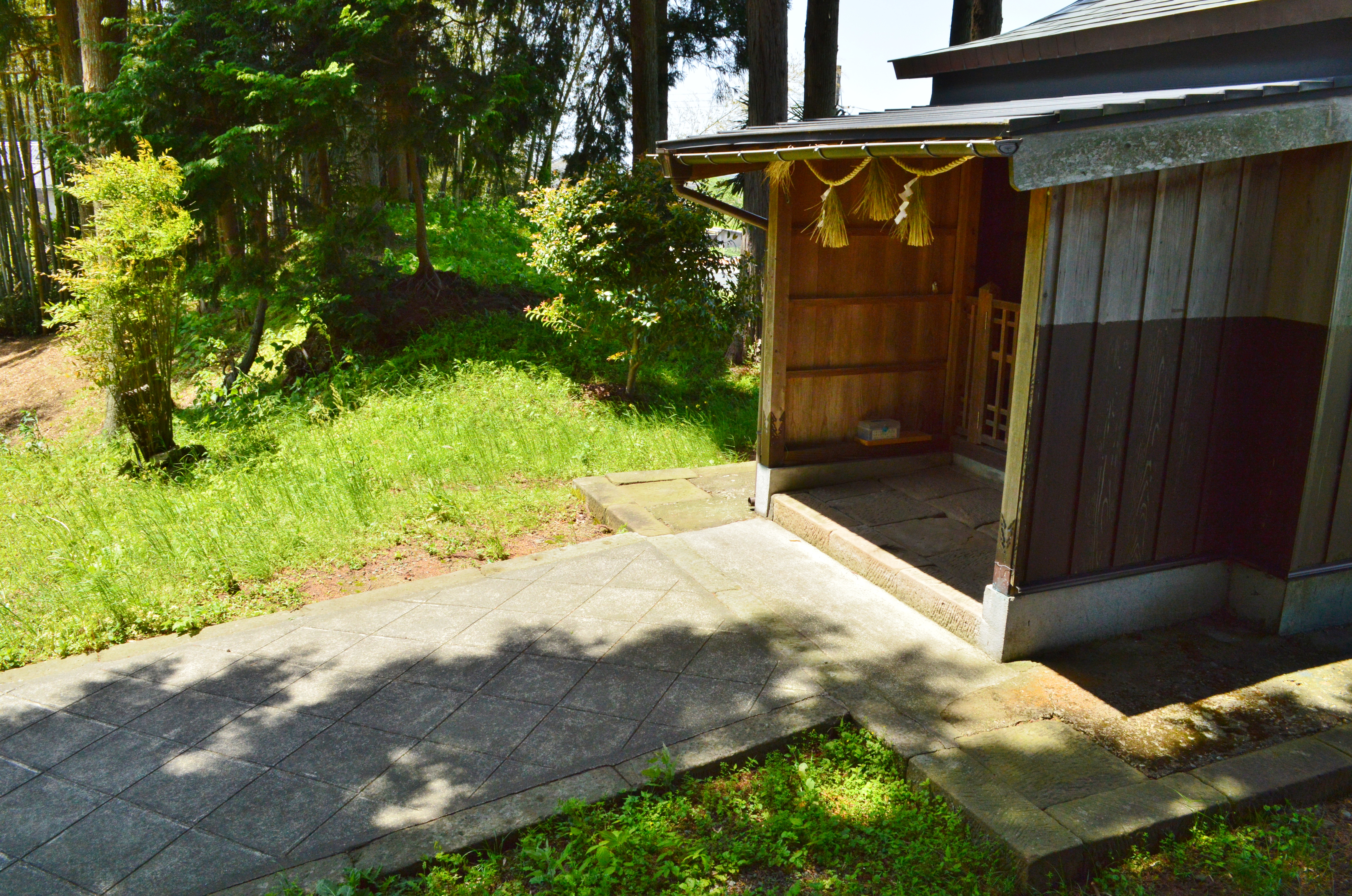
後圓部分
  - 直徑：約38米
  - 高：約6米
- 前方部分
  - 寬：約42米
  - 高：約4米

- 從前方部分望向墳丘
左面是前方部分，右面盡頭是後圓部分。
- 後圓部分墳頂
左面是白鬚神社社殿。
- 前方部分

## 文化財

### 小濱市指定文化財
- 史跡
  - 白鬚神社前方後圓墳 - 1975年1月28日指定[3]。

## 外部連結
- 白鬚神社前方後円墳 （页面存档备份，存于）
- 白鬚神社古墳 （页面存档备份，存于）